# City and County of Swansea
City and County of Swansea [ˈswɒnzɪ] (walisisch Dinas a Sir Abertawe) ist eine südwalisische Principal Area an der Küste des Bristolkanals mit dem Status City and County. Hauptort der Principal Area mit gut 240.000 Einwohnern ist die Großstadt Swansea, die mit 179.000 Einwohnern die zweitgrößte Stadt von Wales ist.

## Geographie
Die Principal Area City and County of Swansea liegt in Südwales am Ufer des Bristolkanals und umfasst neben der Gower-Halbinsel die namensgebende Großstadt Swansea im Südosten. Während der Nordteil aus Gebirgszügen besteht und der Südteil mit der eigentlichen Gower-Halbinsel als Naturschutzgebiet nur spärlich besiedelt ist, gehören zur Principal Area unter anderem die Kleinstadt Gorseinon sowie Teile von Pontarddulais. Die Principal Area grenzt im Westen und Norden an Carmarthenshire und im Osten an den Neath Port Talbot County Borough.

## Orte
- Gorseinon
- Llanrhidian
- Loughor
- Morriston
- Mumbles
- Oxwich
- Pennard
- Penrice
- Pontarddulais
- Rhossili
- Sketty
- Swansea

## Geschichte
Der englische Name Swansea wird auf das altnordische „Sveinns ey“, also Svens Eiland, zurückgeführt und lässt sich auf die Zeit der Wikingerraubzüge entlang der walisischen Südküste zurückführen. Aus diesem Grund wird der Name auch als Swan's-y ([ˡswɒnzi]) und nicht als Swan-sea ausgesprochen. Der walisische Name leitet sich von der Mündung (Aber) des Flusses Tawe her. Früher gehörte Swansea als County Borough zur Verwaltungsgrafschaft Glamorgan, ehe es ab 1974 einen District im County West Glamorgan bildete. Seit 1996 ist es als Principal Area eigenständig.
 Einwohnerzahlen
| 1801   | 1811   | 1821   | 1831   | 1841   | 1851   | 1861   | 1871 | 1881    | 1891    | 1901 | 1911    | 1921    | 1931    | 1941 | 1951    | 1961    | 1971    | 1981    | 1991    | 2001    | 2011    |
| ------ | ------ | ------ | ------ | ------ | ------ | ------ | ---- | ------- | ------- | ---- | ------- | ------- | ------- | ---- | ------- | ------- | ------- | ------- | ------- | ------- | ------- |
| 17.904 | 21.172 | 25.352 | 31.816 | 39.533 | 48.227 | 60.100 | ?    | 111.689 | 132.933 | ?    | 177.354 | 195.747 | 205.284 | ?    | 202.671 | 210.093 | 219.882 | 217.776 | 223.159 | 223.279 | 239.023 |

## Erholung und Tourismus
Durch seine Küstenlage und die Landschaft ist Swansea zum Touristenziel geworden. An den Küsten bei Langland, Caswell und Limeslide gibt es lange Sandstrände. Die Bucht Swansea Bay, die den Anfang der Gower-Halbinsel bildet, wird von Wassersportlern besucht. Die Buchten der Halbinsel Gower und Swansea Bay sind durch Küstenpfade weitestgehend für Wanderer erschlossen. Bekannt ist das ehemalige Fischerdorf Mumbles. Vor der Schließung im Jahr 2003 zählte das 1977 erbaute Swansea Leisure Centre zu den zehn meistbesuchten Besucherattraktionen Großbritanniens.

## Sehenswürdigkeiten
- Burry Holms
- Church of All Saints (Oystermouth)
- Church of St Mary (Pennard)
- Loughor Castle
- Oxwich Castle
- Pennard Castle
- Penrice Castle
- Rhossili Bay
- Rhossili Down
- St Andrew’s Church (Penrice)
- St Nicholas Church (Nicholaston)
- Steinkiste von Nicholaston
- Swansea Castle
- Three Cliffs Bay
- Weobley Castle
- Whiteford Sands
- Worm’s Head